# Petín
Petín – gmina w Hiszpanii, w prowincji Ourense, w Galicji, o powierzchni 30,48 km². W 2011 roku gmina liczyła 982 mieszkańców.